# A89高速公路
A89高速公路，又称La Transeuropéenne，是法国中部的一条高速公路，连接里昂和波尔多。A89也是欧洲E70公路的一部分。